# 圣欧班德朗德
圣欧班德朗德（法語：Saint-Aubin-des-Landes，法語發音：[sɛ̃.t‿obɛ̃ de lɑ̃d]）是法国伊勒-维莱讷省的一个市镇，位于该省东部，属于富热尔-维特雷区。

## 地理
圣欧班德朗德（48°5'39"N, 1°17'43"W）面积10.28 平方千米，位于法国布列塔尼大區伊勒-维莱讷省，该省份为法国西北部沿海省份，位于布列塔尼半岛东部，北濒大西洋，西接阿摩尔滨海省和莫尔比昂省，南至大西洋卢瓦尔省，西南端接曼恩-卢瓦尔省，东临马耶讷省，东北与芒什省接壤。
与圣欧班德朗德接壤的市镇（或旧市镇、城区）包括：科尔尼耶、埃特雷勒、波塞莱布瓦、维莱讷河畔圣让、托尔塞。

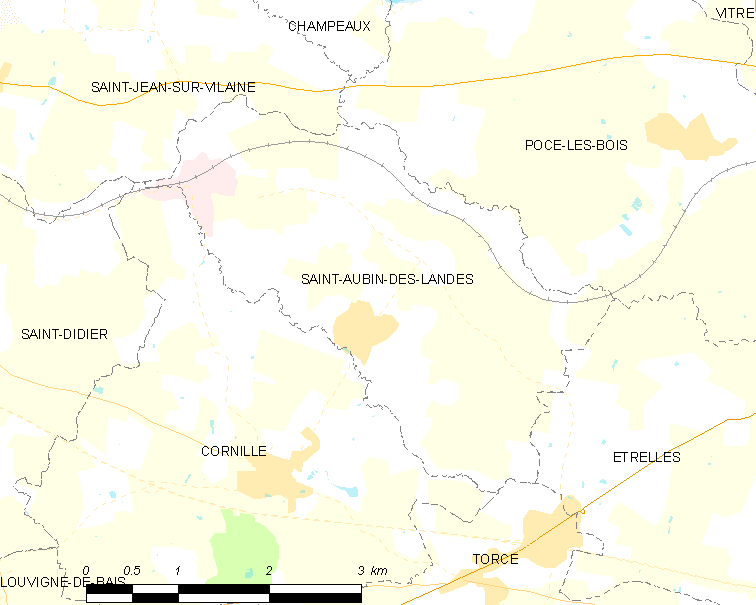
圣欧班德朗德的OSM定位图

圣欧班德朗德的时区为UTC+01:00、UTC+02:00（夏令时）。

## 行政
圣欧班德朗德的邮政编码为35500，INSEE市镇编码为35252。

## 政治
圣欧班德朗德所属的省级选区为维特雷县。

## 人口

1962-2008年间圣欧班德朗德人口变化图示

圣欧班德朗德于2022年1月1日时的人口数量为923人。